# Julián de San Agustín
Julián de San Agustín, conocido también como Fray Julián de Alcalá, (Medinaceli, Soria, 1553 — Alcalá de Henares, 8 de abril de 1606) fue un religioso franciscano español beatificado el 23 de mayo de 1825 por su vida sencilla, inocente, pura y llena de buenas obras.

## Biografía
Julián Martinet Gutiérrez nació en Medinaceli (Soria) en 1553. Era hijo de Andrés Martinet, francés huido de Toulouse a causa de los calvinistas, y de Catalina Gutiérrez, joven obrera de Aguaviva. Ya enteramente educado, en edad juvenil vistió el hábito de los Hermanos Menores en el Convento de la Salceda. La disciplina y obsesión por la penitencia hizo que le costara permanecer en el mundo franciscano aconsejando su retirada. Después de mucha insistencia, fue recibido nuevamente, pero luego fue despedido por los mismos motivos. Pasó a vivir cerca del convento llevando una vida eremítica; cada día pedía a los frailes un trozo de pan, y éstos, conmovidos por su vida santa, lo aceptaron por tercera vez en el convento y así finalmente pudo emitir la profesión en la Orden franciscana en calidad de religioso laico. 
Después de una breve permanencia en los conventos de Alcalá de Henares y de Ocaña, regresó de nuevo al convento de San Diego de Alcalá donde se le encomendó el oficio de limosnero. Tenía una gran comprensión hacia el prójimo. La miseria de los pobres despertaba en él una tierna compasión, se interesaba por sus necesidades, los consolaba hablándoles de la felicidad del cielo; exhortaba a los ricos a ayudar a los pobres y a darles trabajo o dividía su alimento con los hambrientos.
Tras una vida dedicada a los demás, Fray Julián, recibió los últimos sacramentos con gran fervor y murió el 8 de abril de 1606, a los 53 años de edad, en el Convento de Santa María de Jesús de Alcalá de Henares.

## Beatificación

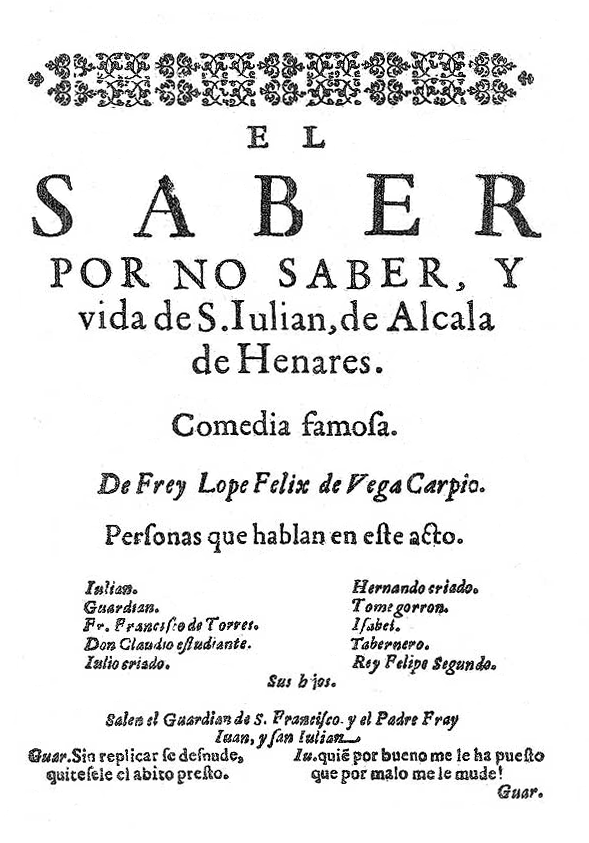
"El saber por no saber, y vida de S. Julián de Alcalá de Henares" (Lope de Vega, 1638).

Después de su muerte, el clero, los profesores de la universidad, los nobles y sobre todo el pueblo que él había amado tanto, acudieron al convento de los Hermanos Menores para venerar al siervo de Dios, cuyo cuerpo permaneció expuesto por dieciocho días. Numerosos milagros sucedieron en su tumba, que fue colocada en una capilla que el pueblo de inmediato llamó de San Julián. En Alcalá de Henares le dedicaron una calle, la Calle San Julián. Fue beatificado el 23 de mayo de 1825 por el papa León XII.

## Culto actual al beato
En su pueblo natal, Medinaceli, se construyó la ermita de San Julián de Medinaceli como recuerdo del beato, hijo ilustre de esta villa, sobre las ruinas de la casa donde nació en 1553. Es una sencilla construcción levantada entre 1841 y 1845 a cargo del ayuntamiento y los vecinos de la villa de Medinaceli. Se edificó en el mismo lugar que ocupaba su casa natal y en el que previamente se había construido una pequeña capilla y en cuyo interior se custodian los restos del Beato en un arca y un relicario de plata, donado por la familia ducal el 1826. 
A finales del mes de agosto, en Medinaceli se celebran las Fiestas del Beato Julián de San Agustín. Son las fiestas en honor al patrón de la villa, que se celebran a finales del mes de agosto y en las que además de los actos religiosos tienen lugar diversas verbenas y numerosas actividades populares.

## En el arte
- 1638: Lope de Vega. El saber por no saber y vida de San Julián de Alcalá de Henares (obra teatral). Madrid: María de Quiñones
- 1645: Murillo. Fray Julián de Alcalá y el alma de Felipe II (óleo)